# Húnaflói
Húnaflói ([ˈhuːnaˌflouːɪ] bahía de Huna) es una inmensa bahía situada al noroeste de Islandia, entre las penínsulas de Vestfirðir y Skagi.

## Geografía
Tiene unos 50 kilómetros de ancho por 100 de largo. En el centro, al sur, se encuentra la península de Vatnsnes. Las comunas de Blönduós y Skagaströnd se encuentran al este de la bahía, que incluye el Húnafjörður al sudeste.
Corresponde a la separación marítima entre las regiones de Norðurland Vestra, al este y Vestfirðir, al oeste. De la primera tienen litoral los municipios de Blönduósbær, Húnavatnshreppur, Húnaþing Vestra, Skagabyggð y Skagaströnd. De la segunda región, tienen playas sobre sus aguas las de Bæjarhreppur, Kaldrananeshreppur y Strandabyggð.
Alberga los fiordos de Hrútafjörður, Miðfjörður y Húnafjörður.

## Galería

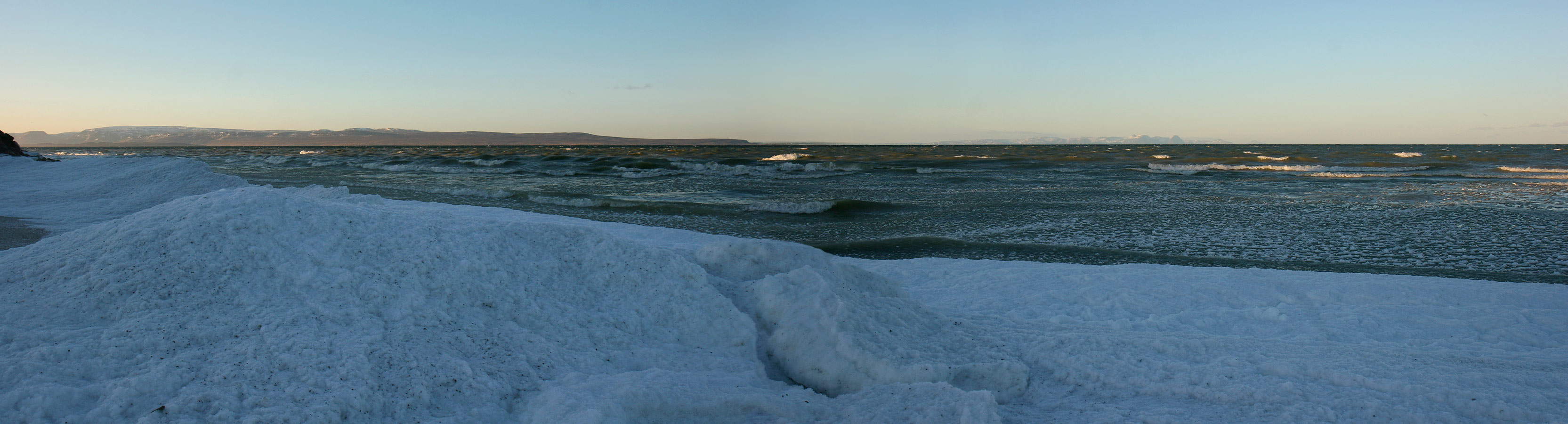
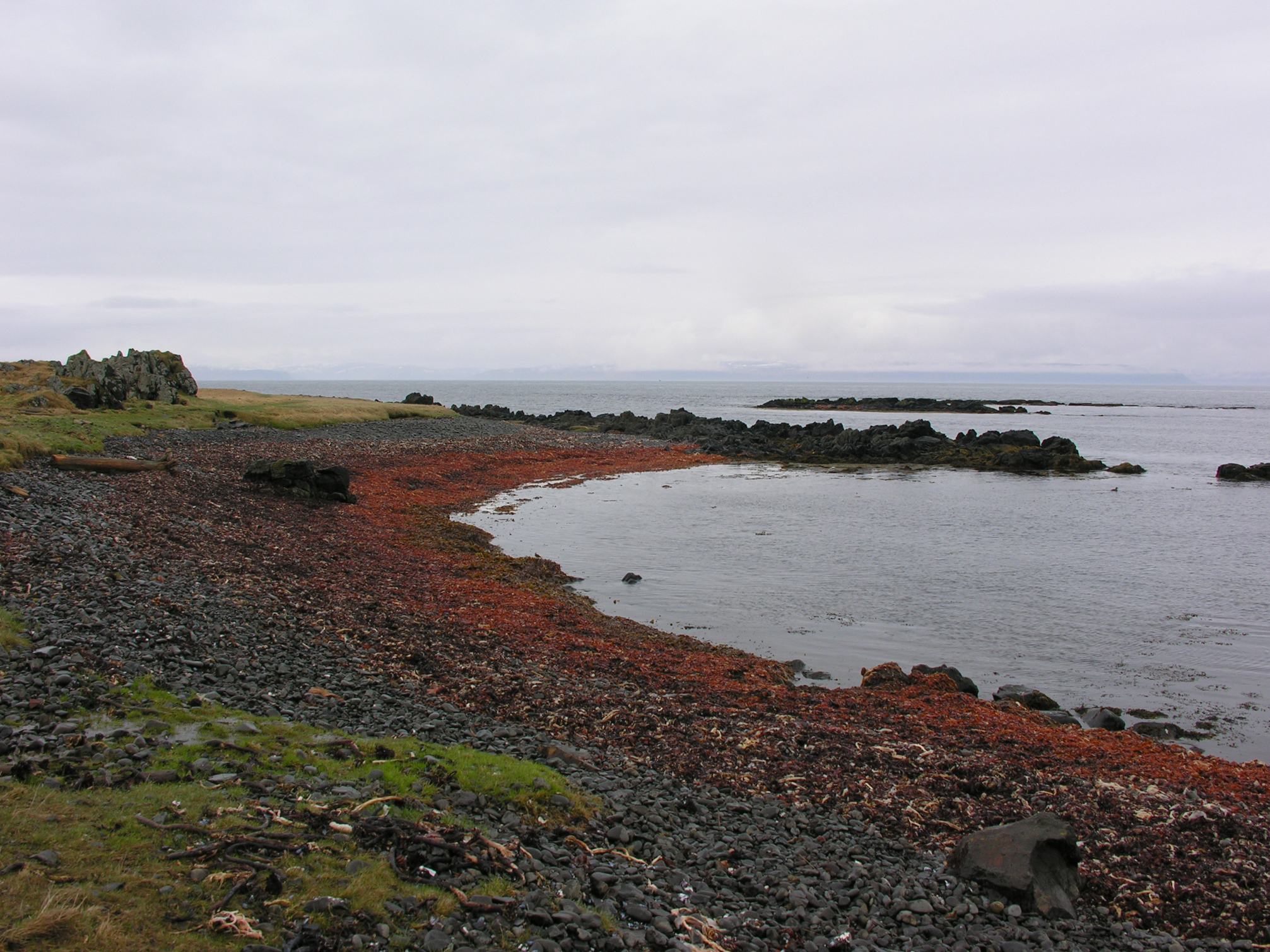
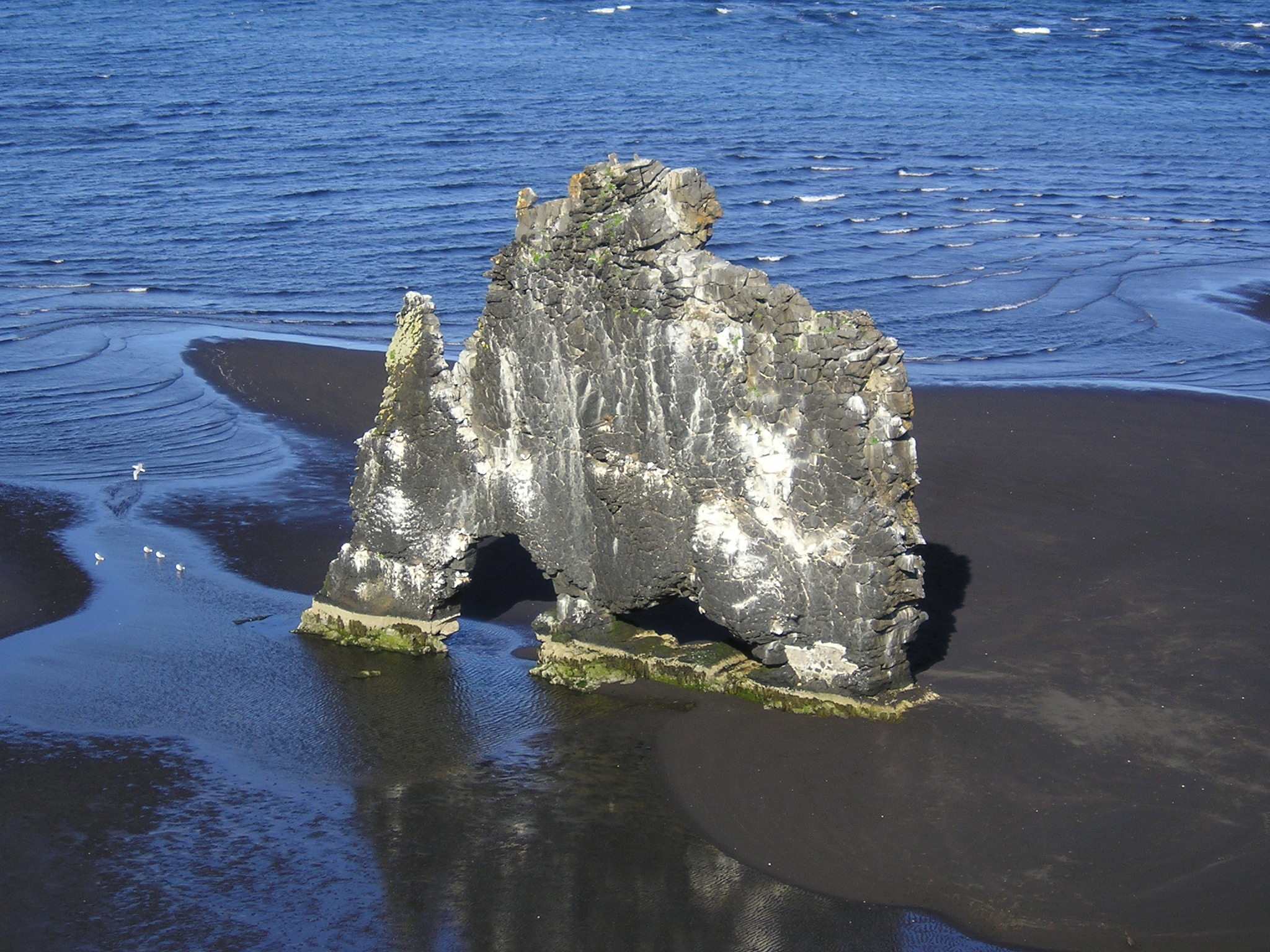
Hvítserkur, el 'rinoceronte de piedra'